# Toccare ferro
Toccare ferro è un modo di dire abbreviato dell'espressione "toccare un ferro di cavallo" . che vuol dire allontanare una possibile sciagura con il rituale scaramantico di toccare un oggetto di ferro o un ferro di cavallo.

## Origine del modo di dire

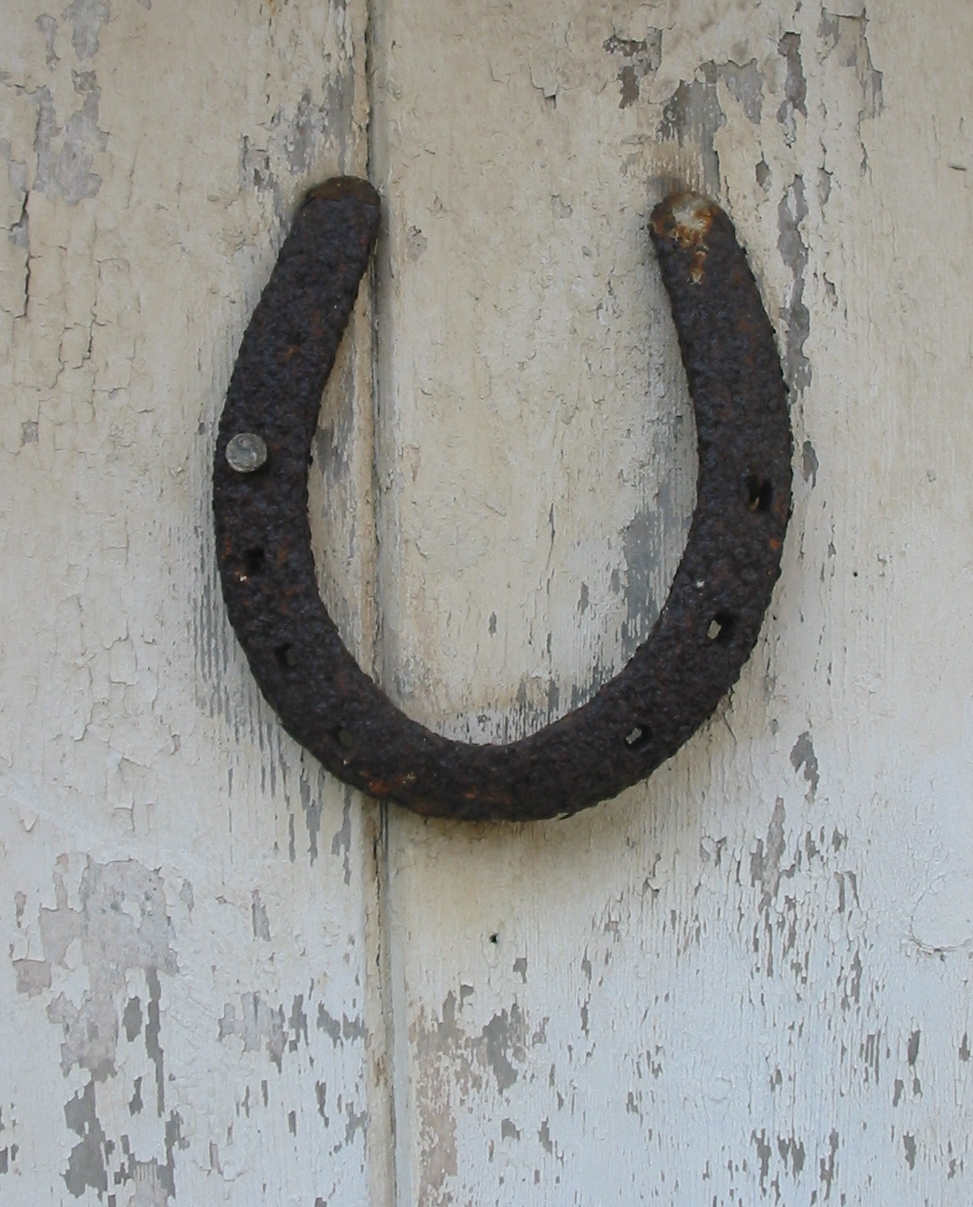
Un ferro di cavallo su una porta è visto come un
talismano in alcune subculture

Il significato dell'espressione risalirebbe a una leggenda inglese che racconta come il fabbro san Dunstano ricevesse la visita sotto mentite spoglie del diavolo che voleva farsi ferrare uno zoccolo caprino. Il fabbro riconobbe il maligno personaggio e acconsentì, ma approfittò della ferratura per prendere a martellate il diavolo che lo scongiurò di lasciarlo andare. San Dustano lo lasciò libero in cambio della promessa che non comparisse più in alcun luogo dove vi fosse un ferro di cavallo.
Secondo altre fonti l'origine del ferro di cavallo come portafortuna e "scaccia malocchio" sarebbe data dalla sua forma genericamente simile a un apparato genitale femminile; era credenza comune che il malocchio e il maligno potessero facilmente essere distratti da una tentazione sessuale, tanto da non interessarsi più alla casa o ai possessori protetti da tale oggetto. Nel medioevo spesso sulle facciate delle chiese e sui loro portoni si trovavano bassorilievi raffiguranti genitali femminili molto espliciti proprio con lo scopo di catturare l'attenzione dei demoni e di non far entrare spiriti maligni; la maggior parte di queste incisioni troppo realistiche furono rimosse nel tempo. 
Ancora oggi alcuni per scongiurare la cattiva sorte, usano inchiodare alla porta di casa come portafortuna un ferro di cavallo trovato casualmente ma affinché eserciti il suo influsso benefico, ritenuto maggiore se ha ancora i chiodi della ferratura, deve avere i due bracci rivolti verso l'alto e essere stato fissato con un numero di chiodi dispari che non passino attraverso le aperture usate per ferrarlo allo zoccolo. 

## Tocco e ritocco
Sul comportamento scaramantico di toccare un oggetto di ferro qualsiasi, anche se non fosse un ferro di cavallo, vi è testimonianza in una novella di Franco Sacchetti (1332-1400) ambientata nel XIV secolo a Firenze dove si apprende anche dell'uso apotropaico del "ritocco" da parte del superstizioso Lapaccio di Geri da Montelupo :
«Quando uno gli avesse detto: "Il tale è morto", e avesselo ritocco con la mano, subito volea ritoccare lui; e se colui si fuggía, e non lo potea ritoccare, andava a ritoccare un altro che passasse per la via, e se non avesse potuto ritoccare qualche persona, averebbe ritocco o un cane, o una gatta; e se ciò non avesse trovato, nell'ultimo ritoccava il ferro del coltellino; e tanto ubbioso vivea che se subito, essendo stato tocco, per la maniera detta, non avesse ritocco altri, avea per certo di far quella morte che colui per cui era stato tocco, e tostamente.» 

## Toccare legno

Driade

Equivalente di "toccare ferro" è l'espressione "toccare legno" (in inglese Knock on Wood; in francese "toucher du bois") .
Il legno è ritenuto infatti un porta fortuna poiché fin dal Medioevo con questo gesto si risaliva simbolicamente alla croce lignea della crocefissione di Cristo come invocazione della protezione divina dalle sventure. Si ritrova questa credenza scaramantica anteriormente al Cristianesimo nell'antica credenza dei popoli celti del carattere sacro degli alberi. «Il nome del legno in tutte le lingue celtiche è omonimo di scienza, di sapere, e gli alberi, specialmente la betulla, il melo, il tasso, sono presenti in tutta la simbologia della vita e della morte.» 
I pagani infatti pensavano che gli alberi fossero le case delle fate, degli spiriti, delle driadi e di molte altre creature fantastiche. Quindi si poteva bussare o toccare il legno dell'albero per chiedere una buona fortuna o per distrarre gli spiriti con intenzioni malvagie. Quando si aveva bisogno di un favore o un di un po' di fortuna si comunicava questo desiderio a un albero e poi, toccando la corteccia, si effettuava il primo "bussare". Il secondo "bussare" serviva  per ringraziare. Il bussare doveva anche impedire agli spiriti maligni di ascoltare le parole dette all'albero e così impedire loro di interferire.
Tra gli alberi un carattere particolarmente religioso e protettivo assumeva la quercia che, come avevano notato gli indiani d'America, anche se colpita dal fulmine, continuava a sopravvivere.